# أندرياس إنغلوند
أندرياس إنغلوند (بالسويدية: Andreas Englund) هو لاعب هوكي الجليد سويدي، ولد في 21 يناير 1996 في ستوكهولم في السويد.

## وصلات خارجية
- أندرياس إنغلوند على موقع دوري الهوكي الوطني (الإنجليزية)
- أندرياس إنغلوند على موقع EliteProspects.com (الإنجليزية)
- أندرياس إنغلوند على موقع HockeyDB.com (الإنجليزية)
- أندرياس إنغلوند على موقع Hockey-Reference.com (الإنجليزية)